# Diamants a dojo
Diamants a dojo (italià: Ad ogni costo) és una pel·lícula de robatoris del 1967 dirigida per Giuliano Montaldo i protagonitzat per Janet Leigh, Robert Hoffmann, Klaus Kinski, Riccardo Cucciolla, George Rigaud, Adolfo Celi i Edward G. Robinson. La banda sonora va ser composta per Ennio Morricone.
La pel·lícula és una coproducció italiana, espanyola i alemanya occidental. Es va estrenar el 28 de setembre de 1967. Ha estat doblada al català.

## Argument
El professor James Anders, un professor aparentment suau, és un estatunidenc que treballa a Rio de Janeiro. Avorrit d'anys d'ensenyament, Anders es retira i es dedica a formar un equip per aconseguir un robatori de diamants durant el Carnaval de Rio a Brasil.
Amb l'ajuda d'un amic de joventut, ara un criminal d'èxit, Anders recluta un equip de quatre experts internacionals per dur a terme el robatori: Gregg, un especialista anglès en robatori; Agostino, un geni italià de la mecànica i l'electrònica; Jean-Paul, un playboy francès (la feina del qual és seduir l'única dona amb una clau de l'edifici que conté els diamants, l'encantadora Mary Ann); i Erich, un exmilitar alemany.
L'equip desenvolupa una sèrie de dispositius mecànics per vèncer les capes de protecció construïdes dins de l'edifici on s'emmagatzemen els diamants, principalment fotocèl·lules que travessen el passadís d'entrada, i el nou sistema de seguretat "Grand Slam 70": una alarma activada per qualsevol so. detectat a prop de la cambra de seguretat mitjançant un micròfon sensible escolta els sons mentre la caixa forta i els seus entorns estan protegits. Tot i que la presència d'aquest últim sistema la troba l'equip amb només un dia d'antelació i en un principi això sembla imposar una parada a tota l'acció, Agostino és capaç de trobar una solució brillant per superar el problema, perquè l'acció pugui començar. .
L'equip entra amb èxit a la caixa forta utilitzant un cavallet pneumàtic per evitar les bigues de la fotocèl·lula arrossegant-se per sobre d'elles, accedeix a la cambra de seguretat amb la clau de Mary Ann robada per Jean Pauland, trasllada la caixa forta al passadís amb crema d'afaitar per esmorteir els seus sons i finalment obriu la caixa forta amb càrregues específiques de nitroglicerina. No obstant això, l'endemà, la policia és alertada per Mary Ann, que ha trobat que la clau de la caixa forta s'havia agafat temporalment, i els quatre membres de l'equip moren durant la seva fugida.
Anders acaba amb els diamants en una caixa de lletres minúscules, assegut en un cafè a l'aire lliure, però els perd a Roma a mans d'una banda de lladres en una motocicleta.

## Repartiment
- Janet Leigh com a Mary Ann
- Edward G. Robinson com el professor James Anders
- Robert Hoffmann com a Jean-Paul Audry
- Klaus Kinski com a Erich Weiss
- Riccardo Cucciolla com Agostino Rossi
- George Rigaud com a Gregg Hutchinson
- Adolfo Celi com a Mark Milford
- Jussara com a Stetuaka
- Miguel Del Castillo com a gerent del banc

## Crítica
«Càsting molt heterogeni: massa estereotips, excepte el final.» *½